# Giuseppe D'Altrui
Giuseppe D'Altrui   (Nàpols, 7 d'abril de 1934 - Pescara, 26 de febrer de 2024) va ser un waterpolista italià que va competir durant les dècades del 1950 i 1960. És el pare del també waterpolista Marco D'Altrui.
Durant la seva carrera esportiva va prendre part en tres edicions dels Jocs Olímpics d'Estiu. Als Jocs de 1956 i de 1964 fou quart, mentre el 1960, a Roma, va guanyar la medalla d'or en la competició de waterpolo. En el seu palmarès també destaca una medalla de bronze al Campionat d'Europa de waterpolo de 1954, una medalla de bronze a les Universíades de 1959 i dues medalla d'or i una de plata als Jocs del Mediterrani, d'or el 1955 i 1963, i de plata el 1959.
El 2015 fou guardonat amb el Collar d'or al Mèrit Esportiu.